# فلاديمير جيرونيمو
فلاديمير جيرونيمو (بالبرتغالية: Vladimir Geronimo) مواليد 4 أكتوبر 1978 في بنغيلا، أنغولا، هو لاعب كرة سلة أنغولي معتزل. حمل الرقم 8. مثّل منتخب بلاده. شارك في دورة الألعاب الأولمبية الصيفية سنة 2008. حقق المركز الأول في بطولة أمم أفريقيا لكرة السلة 2005.

## الميداليات
| الميدالية | المسابقة                          |
| --------- | --------------------------------- |
| ذهبية     | بطولة أمم أفريقيا لكرة السلة 2005 |

## روابط خارجية
- فلاديمير جيرونيمو على موقع الاتحاد الدولي لكرة السلة (الإنجليزية)
- فلاديمير جيرونيمو على موقع كرة السلة الأوروبية.كوم (الإنجليزية)
- فلاديمير جيرونيمو على موقع ريلجم (الإنجليزية)
- فلاديمير جيرونيمو على موقع بروبوليرز (الإنجليزية)
- فلاديمير جيرونيمو على موقع سبورتس رفرنس (الإنجليزية)
- فلاديمير جيرونيمو على موقع اللجنة الأولمبية الدولية (الإنجليزية)
- فلاديمير جيرونيمو على موقع أوليمبيديا (الإنجليزية)